# Света Параскева (Лозно)
Вижте пояснителната страница за други значения на Света Параскева.
„Света Параскева“ е възрожденска българска православна църква в село Лозно, община Кюстендил.
Построена е през 1872 г. Представлява трикорабна едноапсидна псевдобазилика, с една апсида. Корабите са разделени с дървени колони, две от които поддържат отделението за хора. Отвън на западната стена е вградена каменна плоча с надпис „Янакия перви майстор 1872“. Според местни спомени този майстор е бил Яначко Уйненски от село Горно Уйно. Средният кораб е снабден с четири слепи купола, изпълнени със стенописи. Двата тавана на страничните кораби са плоски, с дъсчена обшивка. Иконостасът е с дъсчена направа без резба, изпълнен с растителни орнаменти. Църквата е с богата стенописна украса, изпълнена от неизвестен живописец през 1873 г. В четирите купола (изток – запад) са изобразени Богородица Ширшая небес, увенчана от 12 медальона с допоясни изображения на пророци, допоясно изображение на Христос Вседържител с 12 медальона с образите на апостолите, Йоан Кръстител с 12 допоясни изображения на библейски пророци, патронът на църквата – света Параскева с изображения на жени мъченици и светци, представени в цял ръст на фона на заоблачено небе. Отличават се изображенията на св. Марина (в купола с образа на света Параскева), Йоан Кръстител и Вседържителя. Образът на Христос Вседържител е един от най-добрите стенописи от втората половина на XIX в. Иконите в църквата са от 1872 г. и са дело на Иван Доспевски.